# منطقة كاساراجود
كاساراجود رمزها «KS» (بالإنجليزية: Kasaragod)‏ ، هو تقسيم إداري لدولة الهند تتبع ولاية كيرلا (بالإنجليزية: Kerala)‏ ، مركزها هو مدينة كاساراجود (بالإنجليزية: Kasaragod)‏ عدد سكانها حسب تعداد سنة 2001 هو 1,203,342 ، مساحتها 1,992 كم² وكثافة السكان 604 لكل كم² .

## المناخ
يظهر الجدول التالي التغييرات المناخية على مدار السنة لمنطقة كاساراجود:
| البيانات المناخية لـمنطقة كاساراجود | البيانات المناخية لـمنطقة كاساراجود | البيانات المناخية لـمنطقة كاساراجود | البيانات المناخية لـمنطقة كاساراجود | البيانات المناخية لـمنطقة كاساراجود | البيانات المناخية لـمنطقة كاساراجود | البيانات المناخية لـمنطقة كاساراجود | البيانات المناخية لـمنطقة كاساراجود | البيانات المناخية لـمنطقة كاساراجود | البيانات المناخية لـمنطقة كاساراجود | البيانات المناخية لـمنطقة كاساراجود | البيانات المناخية لـمنطقة كاساراجود | البيانات المناخية لـمنطقة كاساراجود | البيانات المناخية لـمنطقة كاساراجود |
| الشهر                               | يناير                               | فبراير                              | مارس                                | أبريل                               | مايو                                | يونيو                               | يوليو                               | أغسطس                               | سبتمبر                              | أكتوبر                              | نوفمبر                              | ديسمبر                              | المعدل السنوي                       |
| ----------------------------------- | ----------------------------------- | ----------------------------------- | ----------------------------------- | ----------------------------------- | ----------------------------------- | ----------------------------------- | ----------------------------------- | ----------------------------------- | ----------------------------------- | ----------------------------------- | ----------------------------------- | ----------------------------------- | ----------------------------------- |
| متوسط درجة الحرارة الكبرى °م (°ف)   | 33.1 (91.6)                         | 33.3 (91.9)                         | 33.9 (93.0)                         | 34.3 (93.7)                         | 33.4 (92.1)                         | 29.8 (85.6)                         | 28.7 (83.7)                         | 28.8 (83.8)                         | 30.1 (86.2)                         | 31.2 (88.2)                         | 32.7 (90.9)                         | 33.1 (91.6)                         | 31.9 (89.4)                         |
| متوسط درجة الحرارة الصغرى °م (°ف)   | 21.1 (70.0)                         | 21.9 (71.4)                         | 23.7 (74.7)                         | 24.9 (76.8)                         | 24.9 (76.8)                         | 23.5 (74.3)                         | 23 (73)                             | 23 (73)                             | 23.2 (73.8)                         | 23.2 (73.8)                         | 22.7 (72.9)                         | 21.3 (70.3)                         | 23.0 (73.4)                         |
| الهطول مم (إنش)                     | 0.8 (0.03)                          | 0 (0)                               | 17.3 (0.68)                         | 32.7 (1.29)                         | 182.9 (7.20)                        | 1٬010٫5 (39.78)                     | 1٬002٫8 (39.48)                     | 663.6 (26.13)                       | 246.5 (9.70)                        | 222.6 (8.76)                        | 69 (2.7)                            | 12.4 (0.49)                         | 3٬461٫1 (136.24)                    |
| المصدر: Meo Weather                 |                                     |                                     |                                     |                                     |                                     |                                     |                                     |                                     |                                     |                                     |                                     |                                     |                                     |